# Original- und Abgusssammlung des Archäologischen Instituts der Universität des Saarlandes
Die Original- und Abgusssammlung des Archäologischen Instituts der Universität des Saarlandes ist die Studiensammlung des Instituts.
Diese Sammlung des Archäologischen Instituts der Universität des Saarlandes ist eine halb-öffentliche Sammlung von exemplarischen Originalkunstwerken und Abgüssen originaler Werke. Als Studiensammlung dient sie in erster Linie dazu, die Studenten im Fach Klassische Archäologie und auch von Nachbardisziplinen auszubilden. Auch interessierte Besucher können die Sammlung nach Absprache besichtigen. Es ist eine vergleichsweise junge Sammlung, erst um 1970 wurde mit dem Aufbau begonnen. Grundstock war eine Privatsammlung, die im Laufe der Zeit durch Ankäufe erweitert wurde. Für die Sammlung gibt es keinen Etat, sie wird einzig durch Spendengelder betrieben. Direktor ist automatisch der Lehrstuhlinhaber, derzeit seit 1995 Carola Reinsberg, zuvor als Gründungsdirektor Friedrich Hiller.
Die Originalsammlung besteht aus Werken der Kleinkunst aus allen Epochen der Antike angefangen bei der mykenischen Zeit bis hin zu Spätantike. Der Bestand setzt sich aus Werken der Keramik, Terrakotta, Lampen, Glas, Schmuck, Spiegel, Edelmetallgeräten und Elfenbein zusammen. Die Gipsabgusssammlung hat ihre Schwerpunkte bei der griechischen Skulptur sowie den römischen Porträts. Daneben gibt es eine nennenswerte Zahl von Nachbildungen antiker Bronzen und Diptycha.